# Werner Faymann
Werner Faymann, född 4 maj 1960 i Wien, är en österrikisk politiker. Han var Österrikes förbundskansler och partiledare för Österrikes socialdemokratiska parti (SPÖ) mellan 2008 och 2016.
Efter det österrikiska nyvalet 2008 satt han i regeringsställning tillsammans med Österrikiska folkpartiet (ÖVP) i en stor koalition, en koalition som fick förnyat förtroende i valet 2013. Den 9 maj 2016 avgick Faymann som förbundskansler och partiledare för SPÖ på grund av tappat förtroende inom Österrikes regering.